# Corona txeca
La corona txeca (en txec koruna česká o, simplement, koruna; en plural, korun) és la unitat monetària de la República Txeca. Es divideix en 100 haléřů (singular haléř, abreujat h). El codi ISO 4217 és CZK i l'abreviació habitual és Kč.
Fou introduïda el 8 de febrer del 1993, en obtenir la independència la República Txeca arran de la dissolució de Txecoslovàquia i la consegüent desaparició de la corona txecoslovaca, que fou substituïda per la corona txeca.

## Monedes i bitllets
Emesa pel Banc Nacional Txec (Česká národní banka), en circulen bitllets de 100, 200, 500, 1.000, 2.000 i 5.000 korun i monedes d'1, 2, 5, 10, 20 i 50 korun.
Les monedes de 10 i 20 h es van retirar de la circulació el 31 d'octubre del 2003, i la de 50 h ho fou el 31 d'agost del 2008. Els bitllets de 20 Kč es van retirar també de la circulació el 31 d'agost del 2008, i l'1 d'abril del 2011 ho foren també els bitllets de 50 Kč.

## Taxes de canvi
- 1 EUR = 24,260 CZK[5]
- 1 USD = 22.846 CZK (17/12/2022)[5]